# Haemadipsa

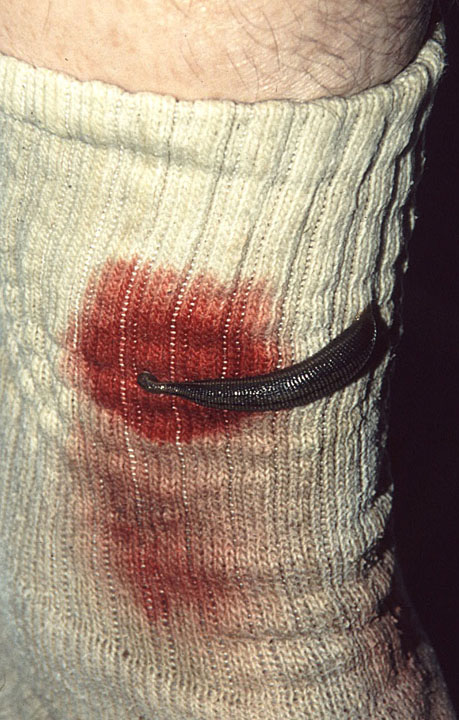
Bodenlebende Haemadipsa-Arten saugen sich bevorzugt an den Beinen fest.

Haemadipsa (von altgriechisch αἷμα haîma „Blut“ und δίψα dípsa „Durst“) ist der Name einer Gattung von Blutegeln in der Familie der Landegel (Haemadipsidae), die in feuchten Wäldern Asiens als Blut saugende Parasiten insbesondere Säugetiere und auch den Menschen befallen.

## Merkmale
Die Landegel der Gattung Haemadipsa sind klein und werden nicht länger als 6 cm, meist deutlich kleiner. Im Mittelabschnitt haben sie pro Segment fünf Ringel. Die Ringel mit dem dritten und dem vierten Augenpaar sind meist benachbart, können aber auch durch einen teilweisen oder vollständigen Ringel voneinander getrennt sein. In ihrem Schlund haben die Egel drei Kiefer mit jeweils einer Zahnreihe und ohne Papillen, worin sie sich von mehreren zweikieferigen Gattungen der Familie unterscheiden. An ihrem hinteren Saugnapf sitzt ein gebogener Fortsatz (Greifpapille), der ihnen die Fortbewegung im Geäst ermöglicht. Das 23., 24. und 25. Segment tragen jeweils zwei „Öhrchen“ (Aurikel), die den hinteren Saugnapf mit Harnflüssigkeit aus den Nephridien befeuchten. So können sich die Egel auch bei trockenerem Wetter gut festsaugen. Für die Artbestimmung innerhalb der Gattung Haemadipsa spielen sowohl die Vertiefungen der Furchen an der Körperoberfläche als auch die Anzahl der Radialrippen an der ventralen Oberfläche des hinteren Saugnapfes eine Rolle, doch kann diese bei Individuen innerhalb einer Art deutlich variieren, und auch bei der Konservierung kann es zu einer Verfälschung der Anzahl der Radialrippen kommen. Die Färbung und Musterung des Körpers bei den Haemadipsa-Arten variieren stark, doch sind die Tiere meist gestreift oder gefleckt.

## Verbreitung, Lebensräume und Beispielarten
Die Landegel der Gattung Haemadipsa leben in Wäldern Südasiens, Südostasiens und Ostasiens, wo sie als blutsaugende Parasiten Säugetiere befallen. Die einzelnen Arten unterscheiden sich unter anderem darin, ob sie im Astwerk, in niedrigen Sträuchern, Gras und krautigen Pflanzen oder in der Laubstreu leben. Dies beeinflusst auch, welche Wirtstiere sie bevorzugt befallen und an welchen Körperpartien des Menschen sie sich überwiegend festsaugen.
Ein sehr großes Verbreitungsgebiet in ganz Südostasien von Indien bis Japan hat der durch mehrere geographische Unterarten vertretene Ceylonegel (Haemadipsa zeylanica). Er lebt in der Krautschicht und greift seine Wirte an den Beinen an. Ein Anaestheticum im Speichel verhindert, dass man seinen Biss bemerkt, so dass er sich vollsaugen kann und schließlich abfällt. Der bis zu 3,3 cm lange, in Borneo, Indochina und Taiwan verbreitete Tigeregel (Haemadipsa picta) lebt im Astwerk oberhalb einer Höhe von 1 m. Seine Bisswunden sind sehr schmerzhaft. Ähnlich verhält es sich bei der ebenfalls im Geäst lebenden indischen Art Haemadipsa ornata. Ein ausgesprochener Bodenbewohner, der sich auch unter Steine und Ziegel zurückzieht, ist der mit bis zu 5 cm vergleichsweise große, in Indien und Südostasien verbreitete Indische Landblutegel (Haemadipsa sylvestris), der ebenfalls sehr schmerzhaft zubeißt.

## Arten
Die Gattung Haemadipsa umfasst folgende Arten:
- Haemadipsa cavatuses
- Haemadipsa cochiniana
- Haemadipsa crenata
- Haemadipsa hainana
- Haemadipsa interrupta
- Haemadipsa japonica
- Haemadipsa limuna
- Haemadipsa moorei
- Haemadipsa montana
- Haemadipsa ornata
- Haemadipsa picta (Tigeregel)
- Haemadipsa rjukjuana
- Haemadipsa sumatrana
- Haemadipsa sylvestris (Indischer Landblutegel)
- Haemadipsa trimaculosa
- Haemadipsa zeylanica (Ceylonegel)